# Сель-сюр-шер (сир)
Сель-сюр-шер (фр. Selles-sur-cher) — французький сир з козячого молока, який виготовляють у регіоні Центр — Долина Луари. Його назва походить від муніципалітету Селдес-сюр-Шер в департаменті Луар і Шер, де цей сир вперше було виготовлено у XIX столітті.
Сир продають невеликими циліндричними головками, діаметром близько 8 см знизу (та звуженими до 7 см у верхній частині) і 2–3 см у висоту та вагою близько 150 г. Центр голівки типовий для козячого сиру — твердий та в'язки, але зовнішня оболонка волога та м'яка і тане в роті. Смак його солоний із стійким післясмаком. Ззовні, на вигляд сухий, із сіро-блакитною пліснявою, що вкриває поверхню голівки і має запашний аромат. Плісняву часто з'їдають разом із сиром і тоді він має значно сильніший аромат.

## Виробництво
Для виробництва однієї 150-грамової головки сиру використовують близько 1,3 л непастеризованого молока. Після того, як до молока додають фермент, його нагрівають приблизно до 20 °C. Також до молока додають невелику кількість сичука і залишають його на 24 години. На відміну від більшості інших видів сиру, кальє наливається безпосередньо у форму, яка містить крихітні отвори для сироватки, яка природно відділяється. Сир залишають у прохолодному провітрюваному приміщенні з вологістю повітря 80 % (сухому, у порівнянні з типовим підвалом 90–100 % вологості) протягом 10–30 днів, під час якого він висихає та формує плісняву кірку на зовнішній стороні головки. Початкове покриття сирної сировини деревним вугіллям сприяє формуванню характерної для цього сиру форми.
Сель-сюр-шер виробляється у фермерських господарствах (36 %), кооперативах і промислово з обсягом у 747 тонн за 2005 році. Незважаючи на те, що промислове виробництво сиру зараз здійснюється цілий рік, найкращий сель-сюр-шер отримують з весни до осені. Сир отримав статус AOC у 1975 році. Відповідно до правил AOC, справжній сир сель-сюр-шер може бути виготовлений лише у певних регіонах департаментів Шер, Ендр та Луар і Шер.